# 布格里登
布格里登是德国巴登-符腾堡州的一个市镇。总面积21.87平方公里，总人口3609人，其中男性1825人，女性1784人（2011年12月31日），人口密度165人/平方公里。